# Горау
Горау (нем. Gohrau) — коммуна в Германии, в земле Саксония-Анхальт. 
Входит в состав района Анхальт-Цербст. Подчиняется управлению Вёрлитцер Винкель.  Население составляет 427 человек (на 31 декабря 2006 года). Занимает площадь 4,92 км². Официальный код  —  15 1 51 016.

## История
В 1200 году в исторических документах появляется первое упоминание о территории, которая изначально была заселена славянами. Эта территория получила название «Горау».
Название «Горау» связано со словом «гореть» и происходит от него. Это связано с тем, что земли на этой территории были расчищены от леса.
После периода запустения Горау был вновь заселён во второй трети XVI века. В начале XVIII века эти земли принадлежали Леопольду I . В 1711 и 1726 годах он купил поместья у дворянского рода фон дер Лохау, который проживал в Рехсене. После этого он значительно перестроил эти земли.
В 1920-е годы овчарня пришла в упадок, и на её месте построили сельский амбар, в котором установили мемориал в память о погибших. Это здание сохранилось до наших дней.
В середине XX века население увеличивалось за счёт работников недавно открытого завода по ремонту сельскохозяйственной техники. С 1990 года, как и во всём регионе, рост численности населения замедлился.
С 1 июля 2007 года в результате административных преобразований территория муниципалитета Горау была ликвидирована. Район Анхальт-Цербст вошёл в состав округа Виттенберг.
С 1 января 2011 года Горау вошёл в состав нового города Ораниенбаум-Вёрлиц.